# Sirištara
Sirištara (srčanik, lincura, košutnik, lat. Gentiana), veliki biljni rod iz porodice sirištarki koji je ime dobio po ilirskom kralju Genciju, za kojega Dioskorid kaže da je prvi pronašao vrstuj križni srčanik (G. cruciata). 
Postoji preko 400 vrsta. U Hrvatskoj raste oko 10 vrsta među kojima Kohov srčanik (G. acaulis), šumska sirištara (G. asclepiadea), Kluzijeva sirištara (G. clusii), križna sirištara (G. cruciata), dinarska sirištara (G. dinarica) i druge.
Tršćanski srčanik ili tršćanska sirištara (G. tergestina), posebna je vrsta ili podvrsta proljetnog srčanika.

## Vrste
1. Gentiana acaulis L., Kohov srčanik
2. Gentiana affinis Griseb.
3. Gentiana alba Muhl. ex J.McNab
4. Gentiana albicalyx Burkill
5. Gentiana albomarginata C.Marquand
6. Gentiana algida Pall.
7. Gentiana alii (Omer & Qaiser) T.N.Ho
8. Gentiana alpina Vill.
9. Gentiana alsinoides Franch.
10. Gentiana altigena Harry Sm.
11. Gentiana altorum Harry Sm. ex C.Marquand
12. Gentiana amplicrater Burkill
13. Gentiana andrewsii Griseb.
14. Gentiana angustifolia Vill.
15. Gentiana anisostemon C.Marquand
16. Gentiana aperta Maxim.
17. Gentiana apiata N.E.Br.
18. Gentiana aquatica L.
19. Gentiana arenicola Kerr
20. Gentiana arethusae Burkill
21. Gentiana argentea (Royle ex D.Don) Royle ex D.Don
22. Gentiana arisanensis Hayata
23. Gentiana aristata Maxim.
24. Gentiana asclepiadea L., šumski srčanik
25. Gentiana asterocalyx Diels
26. Gentiana atlantica Litard. & Maire
27. Gentiana atuntsiensis W.W.Sm.
28. Gentiana austromontana J.S.Pringle & Sharp
29. Gentiana autumnalis L.
30. Gentiana baeuerlenii L.G.Adams
31. Gentiana bambuseti T.Y.Hsieh, T.C.Hsu, S.M.Ku & C.I Peng
32. Gentiana bavarica L.
33. Gentiana beamanii J.S.Pringle
34. Gentiana bella Franch.
35. Gentiana bicuspidata (G.Don) Briq.
36. Gentiana × billingtonii Farw.
37. Gentiana boissieri Schott & Kotschy ex Boiss.
38. Gentiana bokorensis Hul
39. Gentiana borneensis Hook.f.
40. Gentiana boryi Boiss.
41. Gentiana brachyphylla Vill.
42. Gentiana brentae Prosser & Bertolli
43. Gentiana bryoides Burkill
44. Gentiana burseri Lapeyr.
45. Gentiana cachemirica Decne.
46. Gentiana caelestis (C.Marquand) Harry Sm.
47. Gentiana caeruleogrisea T.N.Ho
48. Gentiana caliculata Lex.
49. Gentiana calycosa Griseb.
50. Gentiana capitata Buch.-Ham. ex D.Don
51. Gentiana carinata (D.Don ex G.Don) Griseb.
52. Gentiana carinicostata Wernham
53. Gentiana catesbaei Walter
54. Gentiana cephalantha Franch.
55. Gentiana cephalodes Edgew.
56. Gentiana × charpentieri E.Thomas ex Hegetschw.
57. Gentiana chinensis Kusn.
58. Gentiana choanantha C.Marquand
59. Gentiana chungtienensis C.Marquand
60. Gentiana clarkei Kusn.
61. Gentiana clausa Raf.
62. Gentiana clusii Perr. & Songeon,  Kluzijeva sirištara
63. Gentiana confertifolia C.Marquand
64. Gentiana coronata Royle
65. Gentiana crassa Kurz
66. Gentiana crassicaulis Duthie ex Burkill
67. Gentiana crassula Harry Sm.
68. Gentiana crassuloides Bureau & Franch.
69. Gentiana cristata Harry Sm.
70. Gentiana cruciata L., križna sirištara
71. Gentiana cruttwellii Harry Sm.
72. Gentiana cuneibarba Harry Sm.
73. Gentiana × curtisii J.S.Pringle
74. Gentiana dahurica Fisch.
75. Gentiana davidii Franch.
76. Gentiana decemfida Buch.-Ham. ex D.Don
77. Gentiana decora Pollard
78. Gentiana decumbens L.f.
79. Gentiana delavayi Franch.
80. Gentiana deltoidea Harry Sm.
81. Gentiana dendrologi C.Marquand
82. Gentiana densiflora T.N.Ho
83. Gentiana depressa D.Don
84. Gentiana × digenea Jakow.
85. Gentiana dinarica Beck, dinarski encijan
86. Gentiana divaricata T.N.Ho
87. Gentiana diversifolia Merr.
88. Gentiana douglasiana Bong.
89. Gentiana dschungarica Regel
90. Gentiana duclouxii Franch.
91. Gentiana durangensis Villarreal
92. Gentiana ecaudata C.Marquand
93. Gentiana elmeriana Halda
94. Gentiana elwesii C.B.Clarke
95. Gentiana emodi C.Marquand ex Sealy
96. Gentiana ettingshausenii F.Muell.
97. Gentiana exigua Harry Sm.
98. Gentiana faucipilosa Harry Sm.
99. Gentiana fieldiana J.S.Pringle
100. Gentiana filistyla Balf.f. & Forrest
101. Gentiana flavomaculata Hayata
102. Gentiana flexicaulis Harry Sm.
103. Gentiana formosa Harry Sm.
104. Gentiana forrestii C.Marquand
105. Gentiana franchetiana Kusn.
106. Gentiana fremontii Torr.
107. Gentiana frigida Haenke
108. Gentiana froelichii Jan ex Rchb.
109. Gentiana futtereri Diels & Gilg
110. Gentiana × gaudiniana E.Thomas ex W.D.J.Koch
111. Gentiana gelida M.Bieb.
112. Gentiana georgei Diels
113. Gentiana gilvostriata C.Marquand
114. Gentiana glauca Pall.
115. Gentiana grandiflora Laxm.
116. Gentiana × grandilacustris J.S.Pringle
117. Gentiana grata Harry Sm.
118. Gentiana grumii Kusn.
119. Gentiana gyirongensis T.N.Ho
120. Gentiana × haengstii Hausm.
121. Gentiana handeliana Harry Sm.
122. Gentiana haraldi-smithii Halda
123. Gentiana harrowiana Diels
124. Gentiana haynaldii Kanitz
125. Gentiana heleonastes Harry Sm.
126. Gentiana helophila Balf.f. & Forrest
127. Gentiana hesseliana Hosseus
128. Gentiana hexaphylla Maxim. ex Kusn.
129. Gentiana himalayensis T.N.Ho
130. Gentiana hirsuta Ma & E.W.Ma ex T.N.Ho
131. Gentiana hohoxiliensis S.K.Wu & R.F.Huang
132. Gentiana hooperi J.S.Pringle
133. Gentiana hsinganica J.H.Yu
134. Gentiana hugelii Griseb.
135. Gentiana huxleyi Kusn.
136. Gentiana × hybrida Schleich. ex DC.
137. Gentiana intricata C.Marquand
138. Gentiana jamesii Hemsl.
139. Gentiana jarmilae Halda
140. Gentiana jingdongensis T.N.Ho
141. Gentiana jouyana Hul
142. Gentiana kaohsiungensis Chih H.Chen & J.C.Wang
143. Gentiana kauffmanniana Regel & Schmalh.
144. Gentiana khammouanensis Hul
145. Gentiana kurroo Royle
146. Gentiana kurumbae Anilkumar & Udayan
147. Gentiana lacerulata Harry Sm.
148. Gentiana laevigata M.Martens & Galeotti
149. Gentiana langbianensis A.Chev. ex S.Hul
150. Gentiana lateriflora Hemsl.
151. Gentiana latidens (House) J.S.Pringle & Weakley
152. Gentiana lawrencei Burkill
153. Gentiana laxiflora T.N.Ho
154. Gentiana leroyana Hul
155. Gentiana leucomelaena Maxim.
156. Gentiana lhassica Burkill
157. Gentiana liangshanensis Z.Y.Zhu
158. Gentiana licentii Harry Sm.
159. Gentiana ligustica R.Vilm. & Chopinet
160. Gentiana linearis Froel.
161. Gentiana lineolata Franch.
162. Gentiana linoides Franch.
163. Gentiana loerzingii Ridl.
164. Gentiana longicollis G.L.Nesom
165. Gentiana loureiroi (G.Don) Griseb.
166. Gentiana lowryi Hul
167. Gentiana lutea L., žuti srčanik
168. Gentiana lycopodioides Stapf
169. Gentiana macgregoryi Hemsl.
170. Gentiana macrophylla Pall.
171. Gentiana maeulchanensis Franch.
172. Gentiana mairei H.Lév.
173. Gentiana makinoi Kusn.
174. Gentiana manshurica Kitag.
175. Gentiana × marcailhouana Rouy
176. Gentiana × marceli-jouseaui Halda
177. Gentiana × media Arv.-Touv.
178. Gentiana meiantha (C.B.Clarke) Harry Sm.
179. Gentiana melandriifolia Franch.
180. Gentiana membranulifera T.N.Ho
181. Gentiana micans C.B.Clarke
182. Gentiana micantiformis Burkill
183. Gentiana micrantha Aitch. ex Hemsl.
184. Gentiana microdonta Franch.
185. Gentiana microphyta Franch.
186. Gentiana mirandae Paray
187. Gentiana moniliformis C.Marquand
188. Gentiana muscicola C.Marquand
189. Gentiana myrioclada Franch.
190. Gentiana namlaensis C.Marquand
191. Gentiana nanobella C.Marquand
192. Gentiana nerterifolia P.Royen
193. Gentiana newberryi A.Gray
194. Gentiana nipponica Maxim.
195. Gentiana nivalis L., sniježna sirištara
196. Gentiana nubigena Edgew.
197. Gentiana nudicaulis Kurz
198. Gentiana nyalamensis T.N.Ho
199. Gentiana obconica T.N.Ho
200. Gentiana occidentalis Jakow.
201. Gentiana officinalis Harry Sm.
202. Gentiana olgae Regel & Schmalh.
203. Gentiana oligophylla Harry Sm.
204. Gentiana olivieri Griseb.
205. Gentiana oreocharis Halda & Jurášek
206. Gentiana oreodoxa Harry Sm.
207. Gentiana ornata (D.Don) Wall. ex Griseb.
208. Gentiana ovatiloba Kusn.
209. Gentiana pachyphylla Merr.
210. Gentiana × pallidocyanea J.S.Pringle
211. Gentiana pannonica Scop.
212. Gentiana panthaica Prain & Burkill
213. Gentiana papillosa Franch.
214. Gentiana paradoxa Albov
215. Gentiana parryae C.Marquand
216. Gentiana parryi Engelm.
217. Gentiana parvula Harry Sm.
218. Gentiana pedata Harry Sm.
219. Gentiana pedicellata (D.Don) Wall.
220. Gentiana perpusilla Brandegee
221. Gentiana phyllocalyx C.B.Clarke
222. Gentiana piasezkii Maxim.
223. Gentiana picta Franch.
224. Gentiana platypetala Griseb.
225. Gentiana plurisetosa C.T.Mason
226. Gentiana pneumonanthe L., plućni srčanik
227. Gentiana praeclara C.Marquand
228. Gentiana praticola Franch.
229. Gentiana prattii Kusn.
230. Gentiana producta T.N.Ho
231. Gentiana prolata Balf.f.
232. Gentiana prostrata Haenke
233. Gentiana pseudosquarrosa Harry Sm.
234. Gentiana puberulenta J.S.Pringle
235. Gentiana pubigera C.Marquand
236. Gentiana pulvinarum W.W.Sm.
237. Gentiana pumila Jacq.
238. Gentiana pumilio Standl. & Steyerm.
239. Gentiana punctata L., točkasti srčanik
240. Gentiana purpurea L.
241. Gentiana pyrenaica L.
242. Gentiana qiujiangensis T.N.Ho
243. Gentiana quadrifaria Blume
244. Gentiana querceticola Halda & Jurášek
245. Gentiana radiata C.Marquand
246. Gentiana recurvata C.B.Clarke
247. Gentiana riparia Kar. & Kir.
248. Gentiana robusta King ex Hook.f.
249. Gentiana rostanii Reut. ex Verlot
250. Gentiana rubicunda Franch.
251. Gentiana rubricaulis Schwein.
252. Gentiana sagarmathae Miyam. & H.Ohba
253. Gentiana saginifolia Wernham
254. Gentiana saginoides Burkill
255. Gentiana saltuum C.Marquand
256. Gentiana saponaria L.
257. Gentiana sasidharanii Konickal Mambetta Prabhukumar et al.[2]
258. Gentiana satsunanensis T.Yamaz.
259. Gentiana scabra Bunge
260. Gentiana scabrida Hayata
261. Gentiana sceptrum Griseb.
262. Gentiana sedifolia Kunth
263. Gentiana septemfida Pall.
264. Gentiana setigera A.Gray
265. Gentiana shaanxiensis T.N.Ho
266. Gentiana sierrae Briq.
267. Gentiana sikkimensis C.B.Clarke
268. Gentiana sikokiana Maxim.
269. Gentiana simulatrix C.Marquand
270. Gentiana sino-ornata Balf.f.
271. Gentiana siphonantha Maxim. ex Kusn.
272. Gentiana sirensis J.S.Pringle
273. Gentiana spathacea Kunth
274. Gentiana spathulifolia Kusn.
275. Gentiana spathulisepala T.N.Ho & S.W.Liu
276. Gentiana springateana D.Maity
277. Gentiana squarrosa Ledeb.
278. Gentiana stellata Turrill
279. Gentiana stellulata Harry Sm.
280. Gentiana stipitata Edgew.
281. Gentiana stragulata Balf.f. & Forrest
282. Gentiana straminea Maxim.
283. Gentiana suborbisepala C.Marquand
284. Gentiana subpolytrichoides Grubov
285. Gentiana subuliformis S.W.Liu
286. Gentiana sumatrana Ridl.
287. Gentiana susamyrensis Pachom.
288. Gentiana sutchuenensis Franch.
289. Gentiana szechenyii Kanitz
290. Gentiana taiwanica T.N.Ho
291. Gentiana takushii T.Yamaz.
292. Gentiana taliensis Balf.f. & Forrest
293. Gentiana tatsienensis Franch.
294. Gentiana terglouensis Hacq.
295. Gentiana ternifolia Franch.
296. Gentiana tetraphylla Maxim. ex Kusn.
297. Gentiana tetrasepala Biswas
298. Gentiana tetrasticha C.Marquand
299. Gentiana thunbergii (G.Don) Griseb.
300. Gentiana tibetica King ex Hook.f.
301. Gentiana timida Kerr
302. Gentiana tongolensis Franch.
303. Gentiana tonkinensis Hul
304. Gentiana tornezyana Litard. & Maire
305. Gentiana trichotoma Kusn.
306. Gentiana tricolor Diels & Gilg
307. Gentiana triflora Pall.
308. Gentiana tubiflora (G.Don) Griseb.
309. Gentiana ulmeri Merr.
310. Gentiana uniflora Georgi
311. Gentiana urnula Harry Sm.
312. Gentiana utriculosa L., naduti srčanik
313. Gentiana vandellioides Hemsl.
314. Gentiana vandewateri Wernham
315. Gentiana veitchiorum Hemsl.
316. Gentiana venusta (G.Don) Wall. ex Griseb.
317. Gentiana verna L., proljetni srčanik
318. Gentiana vernayi C.Marquand
319. Gentiana viatrix Harry Sm. ex C.Marquand
320. Gentiana villosa L.
321. Gentiana waltonii Burkill
322. Gentiana walujewii Regel & Schmalh.
323. Gentiana wangchukii E.Aitken & D.G.Long
324. Gentiana wardii W.W.Sm.
325. Gentiana wasenensis C.Marquand
326. Gentiana wilsonii C.Marquand
327. Gentiana winchuanensis T.N.Ho
328. Gentiana wingecarribiensis L.G.Adams
329. Gentiana woodii J.S.Pringle
330. Gentiana xanthonannos Harry Sm.
331. Gentiana yakushimensis Makino
332. Gentiana yokusai Burkill
333. Gentiana yunnanensis Franch.
334. Gentiana zekuensis T.N.Ho & S.W.Liu
335. Gentiana zhenxiongensis L.H.Wu & Z.T.Wang
336. Gentiana zollingeri Fawc.